# Keiya Nakami
Keiya Nakami (japanisch 中美 慶哉 Nakami Keiya; * 23. September 1991 in Utsunomiya) ist ein ehemaliger japanischer Fußballspieler.

## Karriere
Nakami erlernte das Fußballspielen in der Jugendmannschaft des Tochigi SC, in der Schulmannschaft der Maebashi Ikuei High School sowie in der Universitätsmannschaft der Ryūtsū-Keizai-Universität. Seinen ersten Vertrag unterschrieb er 2014 bei seinem Jugendverein Tochigi SC. Der Verein aus Utsunomiya spielte in der zweithöchsten Liga des Landes, der J2 League. Für den Verein absolvierte er 56 Ligaspiele. Im Januar 2016 unterschrieb er in Tosu einen Vertrag beim Erstligisten Sagan Tosu. Im Juni 2016 wechselte er bis 31. Januar 2018 auf Leihbasis zum Zweitligisten Zweigen Kanazawa. Für den Verein aus Kanazawa absolvierte er 61 Ligaspiele. Im Februar 2018 wechselte er zum Ligakonkurrenten Matsumoto Yamaga FC. 2018 wurde er mit dem Verein aus Matsumoto Meister der zweiten Liga und stieg in die erste Liga auf. Am Ende der Saison 2019 stieg der Verein nach nur einer Saison wieder in die zweite Liga ab. Im Januar 2021 schloss er sich dem Viertligisten FC Maruyasu Okazaki aus Okazaki an. Für Okazaki absolvierte er 19 Ligaspiele.
Am 1. Februar 2022 beendete er seine Karriere als Fußballspieler.

## Erfolge
Matsumoto Yamaga FC
- Japanischer Zweitligameister: 2018  ▲